# Miroslav Karhan
Miroslav Karhan (* 21. Juni 1976 in Trnava) ist ein slowakischer Fußballtrainer. Als Spieler war er im defensiven Mittelfeld aktiv.

## Vereinslaufbahn
Karhan spielte in seiner Jugend bei Spartak Trnava. Den ersten Profivertrag bekam er auch bei Spartak und spielte ab 1994 fünf Jahre dort. Danach wechselte er für eine Saison nach Spanien zu Betis Sevilla. Eine weitere Spielzeit absolvierte er beim türkischen Erstligisten Beşiktaş Istanbul. Dann wechselte er für insgesamt zehn Jahre in die deutsche Bundesliga, in der er erst sechs Jahre für den VfL Wolfsburg, danach vier Jahre für den 1. FSV Mainz 05 spielte. Im Juni 2011 kehrte er nach zwölf Jahren zu seinem Jugendverein und ersten Profiverein nach Trnava zurück.

## Nationalmannschaft
Karhans persönlich größter Erfolg waren zwei erzielte Tore in einem Freundschaftsspiel der slowakischen Nationalmannschaft gegen die deutsche Nationalmannschaft am 3. September 2005. Seit September 2006 ist er Rekordnationalspieler der Slowakei. 2007 erklärte er seinen Rücktritt aus der Nationalmannschaft. Im August 2008 kehrte er unter einem neuen slowakischen Trainer in die Nationalmannschaft zurück. Wegen einer kurz vor der WM erlittenen Oberschenkelverletzung konnte er nicht an der Weltmeisterschaft in Südafrika teilnehmen, bei der die Slowakei das Achtelfinale erreichte. Am 12. Oktober 2010 machte er beim 1:1 gegen Irland in der EM-Qualifikation sein 100. Länderspiel. Nach der verpassten Qualifikation für die Europameisterschaft 2012 erklärte Karhan nach 107 Spielen seinen Rücktritt aus der slowakischen Nationalmannschaft.

## Trainer
Nach seinem Karriereende als Spieler war Karhan bei Spartak Trnava Trainer der U-15 und der U-19. Im Jahre 2016 wurde er Cheftrainer der Profimannschaft des Vereins.

## Titel und Erfolge
- Slowakischer Pokalsieger 1998
- Slowakischer Fußballer des Jahres 2002